# Монгольско-сингапурские отношения
Монгольско-сингапурские отношения — двусторонние дипломатические отношения между Монголией и Сингапуром. Отношения были установлены в 1970 году. Двусторонний товарооборот в 2010 году составил 53,5 млн долларов.

## История
Дипломатические отношения были установлены в 1970 году.
В июле 2022 года О.-Э. Лувсаннамсрайн посетил Сингапур.

## Экономические отношения
Объём двусторонней торговли был незначителен. В 2005 году двусторонний товарооборот составил 16,9 млн долларов — 0,7 % товарооборота Монголии с другими странами. В 2010 году двусторонний товарооборот составил 53,5 млн долларов. Монгольский экспорт в Сингапур в 2005 году составил 0,6 млн долларов. В 2010 году монгольские поставки в Сингапур составили 2,5 млн долларов. В 2005 году сингапурский экспорт в Монголию составил 16,3 млн долларов. В 2010 году сингапурские поставки в Монголию составили 51,0 млн долларов.

## Дипломатические представительства
По состоянию на 2022 год интересы Сингапура в Монголии представлял посол Сингапура в Республике Корея Э. Тео. При этом по состоянию на 2022 год у Монголии был посол в Сингапуре — С. Энхбаяр.